# Phalacrus difformis
Phalacrus difformis is een keversoort uit de familie glanzende bloemkevers (Phalacridae). De wetenschappelijke naam van de soort werd in 1850 gepubliceerd door John Lawrence LeConte in Agassiz.